# Осминин, Пётр Ермолаевич
Пётр Ермола́евич Осми́нин (1917—1944) — участник Великой Отечественной войны, механик-водитель САУ 1452-го самоходного артиллерийского полка (19-й танковый корпус, 43-я армия, 1-й Прибалтийский фронт), Гвардии старшина. Герой Советского Союза.

## Биография
Родился в селе Калачинском в семье крестьянина. Русский.
Окончил 7 классов, работал разнорабочим в колхозе: был возчиком зерна, прицепщиком, на курсах овладел специальностью тракториста. В 1932 году перешёл работать на железную дорогу, стал ударником труда.
В Красной Армии с — 1937 года. С 1938 года член ВЛКСМ.
С июля 1941 года воевал на фронтах Великой Отечественной войны.
Механик-водитель самоходного артиллерийского полка старшина П. Е. Осминин 7 августа 1944 года погиб в бою у деревни Суостай в районе города Биржай. Экипаж его самоходной артиллерийской установки подбил танк и несколько противотанковых орудий противника при удержании занятого рубежа.
Похоронен в городе Радвилишкис (ныне Литва).
Сестра — Леднёва Надежда Ермолаевна.

## Подвиг
4 августа 1944 года полк, в котором служил Осминин, вступил в бой с гитлеровцами у литовской деревни Суостай. Против самоходчиков немцы бросили большое количество танков. Экипаж, в составе которого был гвардии старшина Осминин, за день отбил несколько вражеских атак. Удерживали свои позиции они и на следующие сутки. 7 августа на рассвете противник, подтянув свежие силы, снова начал атаковать наши боевые позиции не только танками и пехотой, но и с воздуха. Батарея самоходных установок под командованием лейтенанта П. И. Галина была послана на помощь стрелкам, сдерживавшим натиск фашистов в центре позиций батальона.
В результате умелых действий и смелого манёвра самоходки три вражеские машины были подбиты, две уцелевшие повернули обратно. При преследовании отступающего противника орудие подорвалось на минном поле. Однако самоходчики из горящей машины продолжали вести огонь по противнику. Когда подоспела помощь, самоходка уже догорала. Вместе с ней сгорели члены экипажа — механик-водитель Пётр Осминин, наводчик Николай Петров, заряжающий Иван Брызгалов и командир орудия Фёдор Санчиров.
Указом Президиума Верховного Совета СССР от 24 марта 1945 года всему экипажу присвоено звание Героя Советского Союза посмертно.

## Награды
- Указом Президиума Верховного Совета СССР от 24 марта 1945 года присвоено звание Героя Советского Союза посмертно.
- Награждён орденом Ленина и медалями.

## Память

Памятник в Калачинске

- В городе Калачинске Герою установлены памятник и мемориальная доска на здании школы № 3, гласящая: «Здесь учился с 1923 по 1930 гг. Герой Советского Союза Осминин Пётр Ермолаевич».
- В Омске решением городского исполкома № 207 от 07.05.1965 была образована улица Петра Осминина[4][5], знаменитая тем, что на ней проживал Егор Летов.
- Уже несколько лет учащиеся школы № 4 г. Калачинска собирают материал об Осминине и в сентябре проводят праздник, на который приглашаются жители улицы Осминина[6].